# Солнцев, Фёдор Фёдорович
Фёдор Фёдорович Солнцев (1887, Гжатск — 20 сентября 1918, под Красноводском) — российский военный деятель, революционер-большевик. Один из 26 бакинских комиссаров.

## Биография
Родился в 1887 в Гжатске.
Закончил городское училище. Трудовую деятельность начал в Самаре, затем работал в типографии в Москве, где приобщился к революционной борьбе.
Февральскую революцию встретил на Кавказе убежденным большевиком. В начале 1918 прибыл в Баку, по поручению Бакинского Совета проводил агитационно-пропагандистскую работу в различных уездах Азербайджана. Занимал пост комиссара военно-инструкторской школы.
Расстрелян 20 сентября 1918 года в числе 26 бакинских комиссаров на 207-й версте между станциями Ахча-Куйма и Перевал (ныне — на территории Балканского велаята, Туркменистан).

## Память

Памятник Солнцеву в Гагарине

- В городе Гагарин установлен гранитный памятник комиссару Солнцеву.

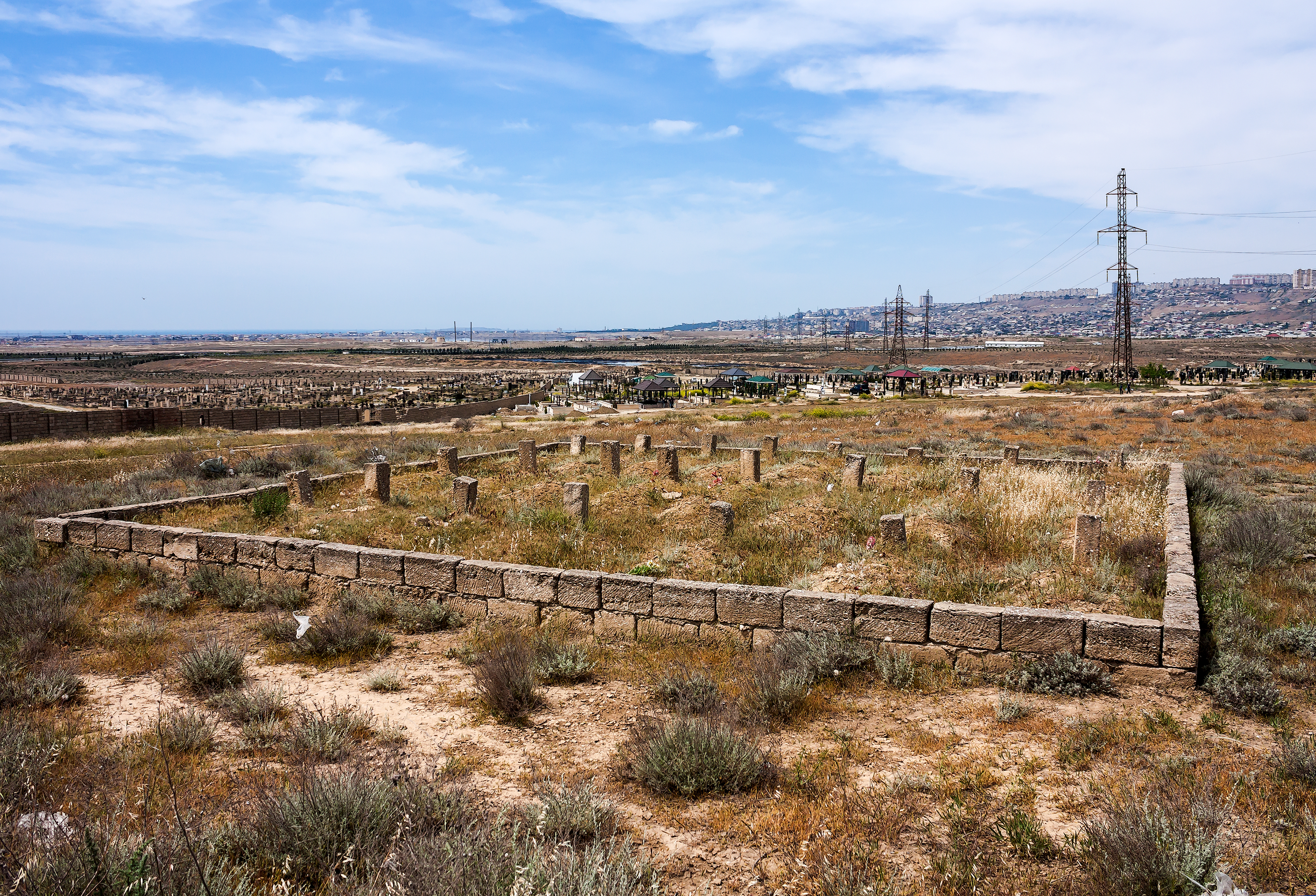
Могила 26 Бакинских комиссаров. Говсанское кладбище, 09 мая 2017 г.